# Тампа (Канзас)
Тампа (англ. Tampa) — місто (англ. city) в США, в окрузі Меріон штату Канзас. Населення — 105 осіб (2020).

## Географія
Тампа розташована за координатами 38°32′53″ пн. ш. 97°9′15″ зх. д. / 38.54806° пн. ш. 97.15417° зх. д. (38.548070, -97.154064).  За даними Бюро перепису населення США в 2010 році місто мало площу 0,46 км², уся площа — суходіл.

## Демографія
Згідно з переписом 2010 року, у місті мешкало 112 осіб у 48 домогосподарствах у складі 27 родин. Густота населення становила 244 особи/км².  Було 67 помешкань (146/км²).
Расовий склад населення:
| - 98,2 % — білих - 1,8 % — корінних американців |

До двох чи більше рас належало 0,0 %. Частка іспаномовних становила 0,9 % від усіх жителів.
За віковим діапазоном населення розподілялося таким чином: 28,6 % — особи молодші 18 років, 44,6 % — особи у віці 18—64 років, 26,8 % — особи у віці 65 років та старші. Медіана віку мешканця становила 45,0 року. На 100 осіб жіночої статі у місті припадало 143,5 чоловіків;  на 100 жінок у віці від 18 років та старших — 105,1 чоловіків також старших 18 років.
Середній дохід на одне домашнє господарство  становив 54 415 доларів США (медіана — 50 000), а середній дохід на одну сім'ю — 56 355 доларів (медіана — 51 250). За межею бідності перебувало 3,7 % осіб, у тому числі 10,7 % дітей у віці до 18 років та 0,0 % осіб у віці 65 років та старших.
Цивільне працевлаштоване населення становило 52 особи. Основні галузі зайнятості: освіта, охорона здоров'я та соціальна допомога — 28,8 %, транспорт — 13,5 %, оптова торгівля — 13,5 %.